# Gelão II
Gelão II foi um tirano de Siracusa, governou junto de seu pai Hierão II. Arquimedes o chama de rei.
Foi o pai de Jerônimo de Siracusa, filho de Nereida, filha de Pirro, neto do mais famoso Pirro.
Gelão morreu em um momento crítico de sua vida, de modo que Tito Lívio considera até a possibilidade dele ter sido assassinado pelo pai; Gelão estava tratando com desprezo tanto seu velho pai quanto a República Romana, e estava procurando se aliar a Cartago, após a Batalha de Canas.